# Дагеротипия
Дагеротипията (на френски: daguerréotype) е първият публично достъпен фотографски процес и за почти двадесет години е и най-често използваният.
Изобретен е от Луи Жак Манде Дагер и е представен през 1839 г. Дагеротипията е почти напълно заменена след 1860 г. с нови, по-евтини процеси, които създават по-устойчиви и лесни за проявяване образи. В края на 20 век се наблюдава възраждане на дагеротипията от малък брой фотографи, които се интересуват от художествените приложения на по-ранните фотографски процеси.
За да направи изображението, дагеротипистът полира медна плоча с тънко сребърно покритие, третира я с газове, които правят повърхността ѝ светлочувствителна, излага я на светлина в камера толкова дълго, колкото се сметне за необходимо, което варира между няколко секунди за ярък обект или много по-дълго за слабо осветен обект; за да се направи полученият латентен образ върху плочата видим, се третира с живачни пари, след което се фиксира в разтвор на натриев хлорид или натриев тиосулфат. Плочата се изплаква и изсушава, а накрая лесно повредимата фотографска снимка се запечатва в защитен стъклен корпус.
Интересното при дагеротипията е, че крайният резултат може да бъде позитив или негатив, в зависимост от ъгъла, под който се наблюдава. Най-тъмните области на изображението представляват оголената сребърна повърхност; по-светлите зони имат микроскопична фина текстура, която разсейва светлината. Повърхността е много деликатна и дори най-лекото забърсване може да я надраска. Тънък слой корозия по краищата на плочата е характерен.
Няколко вида старинни фотографски процеси, най-често амбротипия и феротипия, често се разпознават неправилно като дагеротипия, особено ако снимките се намират в малки, орнаментирани рамки, най-често използвани за съхранение на дагеротипове от САЩ и Великобритания. Дагеротипията се отнася до много специфичен тип изображение и съответния процес, който е широко използван само от началото на 1840-те до края на 1850-те години.

## История
От епохата на Ренесанса художници и изобретатели търсят механичен метод за улавяне на визуални сцени. Използвайки камера обскура, художниците чертаят това, което виждат, или използват оптичното изображение в камерата като основа за изчисляване на перспективата и паралакса и определянето на цветовите стойности. Оптичното редуциране на реална сцена от триизмерното пространство до плоско двуизмерно изображение повлияват западното изкуство, като дори в един момент се смята, че картини, базирани на оптичната геометрия (перспектива), принадлежат на по-напредналите цивилизации. По-късно, с появата на модернизма, липсата на перспектива в ориенталското изкуство от Китай, Япония и персийските миниатюри отново добива популярност в западното изкуство. В началото на седемнадесети век, италианският лекар и химик Анджело Сала пише, че прахообразният сребърен нитрат бива почернен от слънцето, но не открива практическо приложение на явлението.
Откриването и съответното популяризиране в индустрията на халогенидите: йод, бром и хлор през 10-те и 20-те години на 19 век означава, че сребърните фотографски процеси, които зависят от редукцията на сребърен йодид, сребърен бромид и сребърен хлорид до чисто сребро, стават осъществими. Дагеротипията е един от тези процеси, но не и първият.
Предишни открития на фоточувствителни вещества – включително сребърен нитрат от Алберт Магнус през 13 век, смес от сребро и креда от Йохан Хайнрих Шулц е през 1724 г. и битумно-базираната хелиография на Джозеф Ниепче през 1822 г. подпомагат развитието на дагеротипията.

### Производство на плочите
При дагеротипията образът се формира върху силно полирана сребърна повърхност. Обикновено среброто е тънък слой върху медна плоча, но за нея могат да се използват и други метали като месинг, образите дори могат да бъдат направени и върху твърди сребърни листове. Повърхност от по-чисто сребро е за предпочитане, но чистота между 92.5%-90% или дори по-ниски степени са функционални. В практиката през 19 век, обичайният консуматив за дагеротипията е плочката на Шефилд. Тя се произвежда по следния начин: лист сребро се разтапя върху дебела медна плоча. Полученият блок се навива многократно под налягане, за да се получат тънки листове като относителните дебелини на двата слоя остават постоянни. Алтернативно голият меден лист може да се покрие със слой от чисто сребро чрез галванизиране.